# Joaquín de Agüero
Joaquín de Agüero y Agüero (Puerto Príncipe (actual Camagüey), Cuba, 15 de noviembre de 1816-Puerto Príncipe, 12 de agosto de 1851) fue un independentista cubano. Protagonista del primer movimiento anticolonialista coherente y endógeno en Cuba .

## Orígenes y primeros años
Vástago de una tradicional y prestigiosa familia de la localidad, era tenido en mucha estima por buena parte de los principeños (habitantes de la ciudad de Puerto Príncipe) de la época. 
Joaquín de Agüero estudió leyes en La Habana, pero regresó a su ciudad de origen tan pronto como recibió la noticia de la enfermedad terminal de su padre, del cual pronto heredó sus tierras y esclavos. Pronto se destacó por su generosidad, estableciendo una escuela pública gratuita para niños pobres en la pequeña ciudad campestre de Guáimaro, 70 km al sureste de Puerto Príncipe.
Esa escuela fue elegida por los revolucionarios independentistas cubanos en 1869 como sitio para la firma y aprobación de la primera carta magna de Cuba como una nación independiente, la Constitución de Guáimaro.

## Ideales abolicionistas e independentistas
Joaquín de Agüero liberó a sus esclavos en 1843, y le otorgó a cada uno una porción de tierra para que pudiesen subsistir. Dicha acción causó gran alarma en las autoridades españolas, así como también entre muchos de los hacendados de la zona. 
La acción de Agüero fue considerada ilegal y, para evitar problemas con la justicia de la época, se vio forzado a abandonar Cuba con su familia para exiliarse en los Estados Unidos. Sin embargo,  el inmenso amor que sentía por su tierra le hizo regresar tres meses después.
Tras regresar, Agüero permaneció en su hacienda "El Redentor", cerca de Guáimaro, tiempo en el que participó activamente en movimientos independentistas clandestinos contra [cita requerida]

## Conspiración independentista y ejecución
Como consecuencia de la tradición anticolonialista local, e influencias continentales, se alzó en armas y partió a la manigua (campos y montes relativamente inaccesibles), comprometiendo su posición social y económica privilegiadas, para luchar contra la metrópoli española.
Presidió la "Sociedad Libertadora de Puerto Príncipe". Imprimió panfletos contra el gobierno colonial. A pesar de reunir a varios grupos rebeldes a su alrededor, la falta de organización y el poco conocimiento militar con que contaban los llevó a fracasar en todas sus acciones, como fue el caso del intento de toma de la Ciudad de Las Tunas, a unos 130 km al sureste de Camagüey. 
Producto de la intensa persecución por parte de las tropas españolas decide intentar huir hacia los Estados Unidos, pero es delatado, capturado y torturado en el camino de vuelta a la ciudad de Puerto Príncipe (Camagüey). Allí es condenado a la pena de garrote vil, pero el verdugo fue envenenado, por lo que fue fusilado en compañía de tres de sus compañeros el 12 de agosto de 1851 en la entonces llamada Sabana de Méndez, hoy plaza que lleva su nombre, al final de la Avenida de los Mártires, en el norte de la ciudad de Camagüey.

## Legado
En la ciudad de Puerto Príncipe. A la muerte de este prócer la ciudad se sumió en un general y profundo luto. Se cuenta que las casas quedaron vacías pues todos se fueron a sus propiedades en el campo como protesta. 
Tiempo después en la otrora Plaza de Armas, hoy Parque Ignacio Agramonte, se sembraron cuatro palmas reales para homenajear a Joaquín de Agüero y a sus tres compañeros caídos: Tomás Betancourt, Fernando de Zayas y Miguel Benavides. Esto se hizo en silencio y discretamente, ya que había una expresa ordenanza que prohibía cualquier intento de erigir monumentos a los independentistas camagüeyanos.
Incluso la herencia oral nos lega que las jóvenes lugareñas se sentían ofendidas si se las confundía con españolas y por esto llevaban símbolos específicos en sus atuendos y tocados característicos para identificarse como criollas y patriotas.
Hay una historia no probada en lo absoluto, pero que matiza la importancia que los lugareños le daban a este mártir por la independencia y el grado de identificación que este precursor tuvo con la historia política y militar posterior en la lucha contra España, que dice que Ignacio Agramonte, el principal líder camagüeyano de la primera guerra de independencia cubana de los Diez Años y modelo cívico y patriótico para los camagüeyanos hoy, mojó de adolescente su pañuelo en la sangre de Joaquín de Agüero y juró frente a su cadáver terminar la obra por la cual dicho patriota dio su vida.

## Homenajes
Hoy su nombre honra: 
- un distrito dentro de la ciudad,
- una calle importante del barrio "La Vigía",[3]
- una escuela primaria,
- una plaza pública[4] y en su interior un monumento tipo Obelisco,[5]
- un policlínico,[6]
- En el municipio de Guáimaro, Provincia de Camagüey se localiza una aldea con su nombre,[7] se llega por la Carretera Guáimaro - Nuevitas.

Su nombre, obra y recuerdo son partes del legado intangible de la ciudad y un símbolo de la misma.